# Dušan C. Prevoršek
Dušan C. Prevoršek, slovenski kemik, predavatelj in akademik, * 14. februar 1922, † 25. februar 2004, Oregon.
Prevoršek je deloval kot raziskovalec v podjetju Goodyear in na Univerzi v Princetownu in bil dopisni član Slovenske akademije znanosti in umetnosti (od 7. junija 2001).
Leta 1996 je prejel častni doktorat Univerze v Ljubljani.